# Calliurichthys scaber
Calliurichthys scaber és una espècie de peix de la família dels cal·lionímids i de l'ordre dels perciformes.

## Hàbitat
És un peix marí, de clima subtropical i demersal.

## Distribució geogràfica
Es troba a Nova Zelanda i l'Illa de Lord Howe.

## Observacions
És inofensiu per als humans.